# 三星果
三星果（學名：Tristellateia australasiae）為金虎尾科三星果屬的植物。分布於臺灣、澳大利亞、馬來西亞、太平洋等地，見於海邊的林中。

## 别名
三星果藤（台湾植物志）